# Upplands runinskrifter 455
Upplands runinskrifter 455, även kallad Näsbystenen, är en runsten som står i en liten skogsbacke öster om Näsby och tolv meter söder om utfartsvägen från Näsby till landsvägen mellan Stockholm och Uppsala.

## Stenen
Stenen är av granit och höjden 3 meter, bredden vid foten 0,60 meter och på mitten 1,05 meter.
| ”              | U 455 hör till de verkliga konstverken bland Upplands runstenar. Lyckligtvis har den också blivit väl bevarad. Ristningen har en komposition, som i sin plan och sin rytm på ett mästerligt sätt ansluter sig till stenblockets form. ... Den behärskas av den uppåtsträvande linjen i de båda orm drakarnas rörelser. ... Stenens form är sålunda mera orolig ... , men till denna form har ristaren med säker smak skapat en komposition så förträfflig, att man knappast kan avgöra, huruvida mönstret har blivit avpassat till en redan färdighuggen sten eller tvärtom stenen har fått sin form efter mönstret. | „ |
| – Elias Wessén | |   |

Ristaren är utan tvivel densamme som skapat ristningarna U 460 och U 463 inom samma trakt. Näsbystenen är ett verk av Fot, vilket också är fallet med Skråmstastenen U 460 och Alastenen U 463. Hans stil påvisar att dessa tre runstenar kan ha ett visst släktskap med några andra ristningar utförda på berghällar i södra Uppland, särskilt U 112 utmed Kyrkstigen och U 143 i Hagby.  Man kan anta att runstenen U 442 i närheten med sin rika ornamentik rent av kunde ha varit en inspirationskälla till Näsbystenen. Den från runor translittererade och översatta inskriften som handlar om en tragisk drunkningsolycka följer nedan:

## Inskriften
Translitterering av runraden:
× inkifastr + lit × raisa × stain × þina at þorkil + faþur sin (a)uk at kunilti moþur sina þa(u) truknaþu × baþi
Normalisering till runsvenska:
Ingifastr let ræisa stæin þenna at Þorkel, faður sinn, ok at Gunnhildi, moður sina. Þau drunknaðu baði.
Översättning till nusvenska:
Ingefast lät resa denna sten efter Torkel, sin fader, och efter Gunhild, sin moder. De drunknade båda.

## Bildgalleri
Ristningar av runristaren Fot.

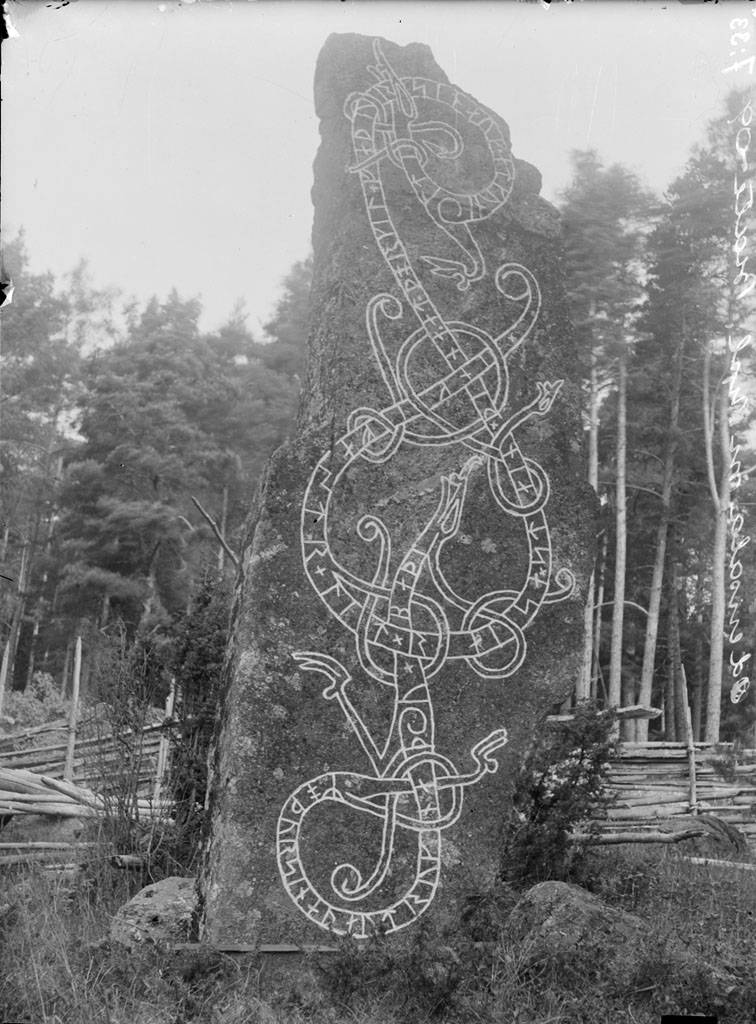
U 455
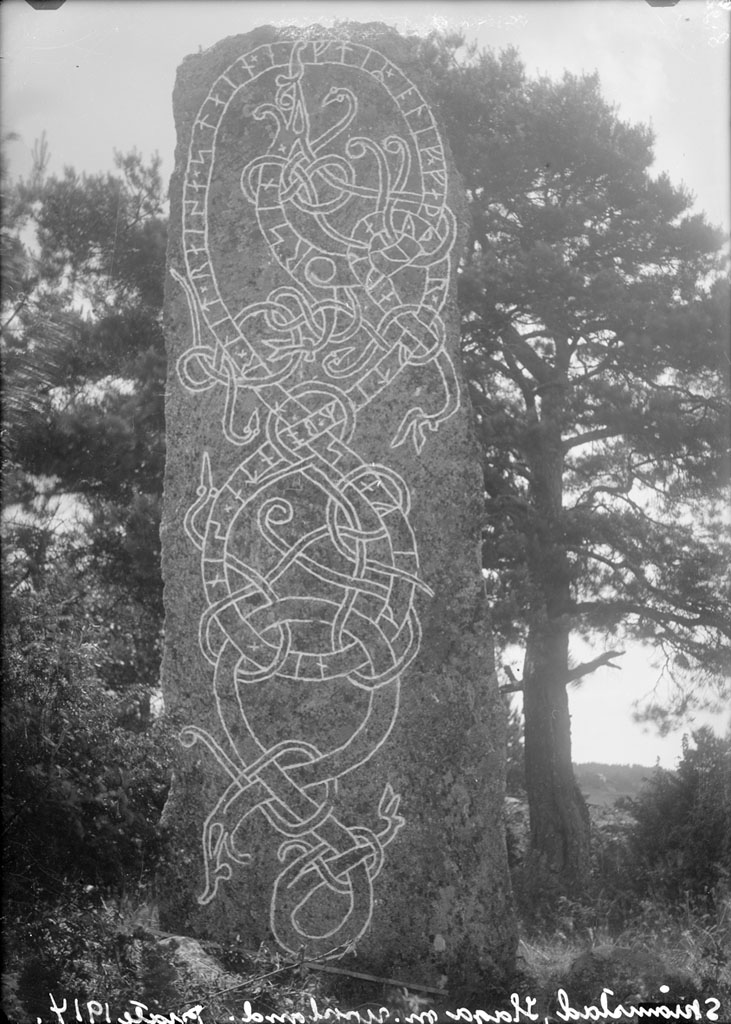
U 460
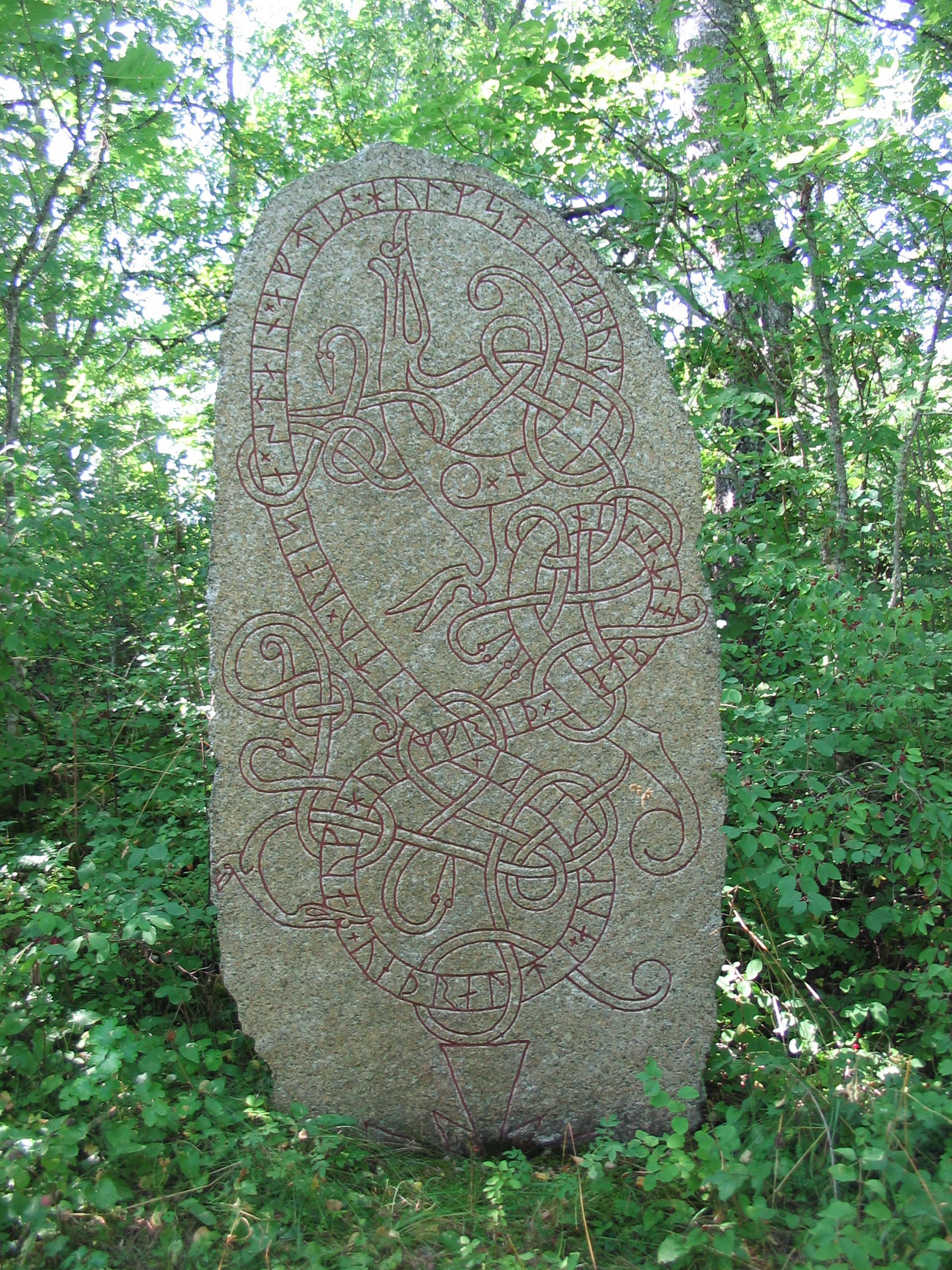
U 463
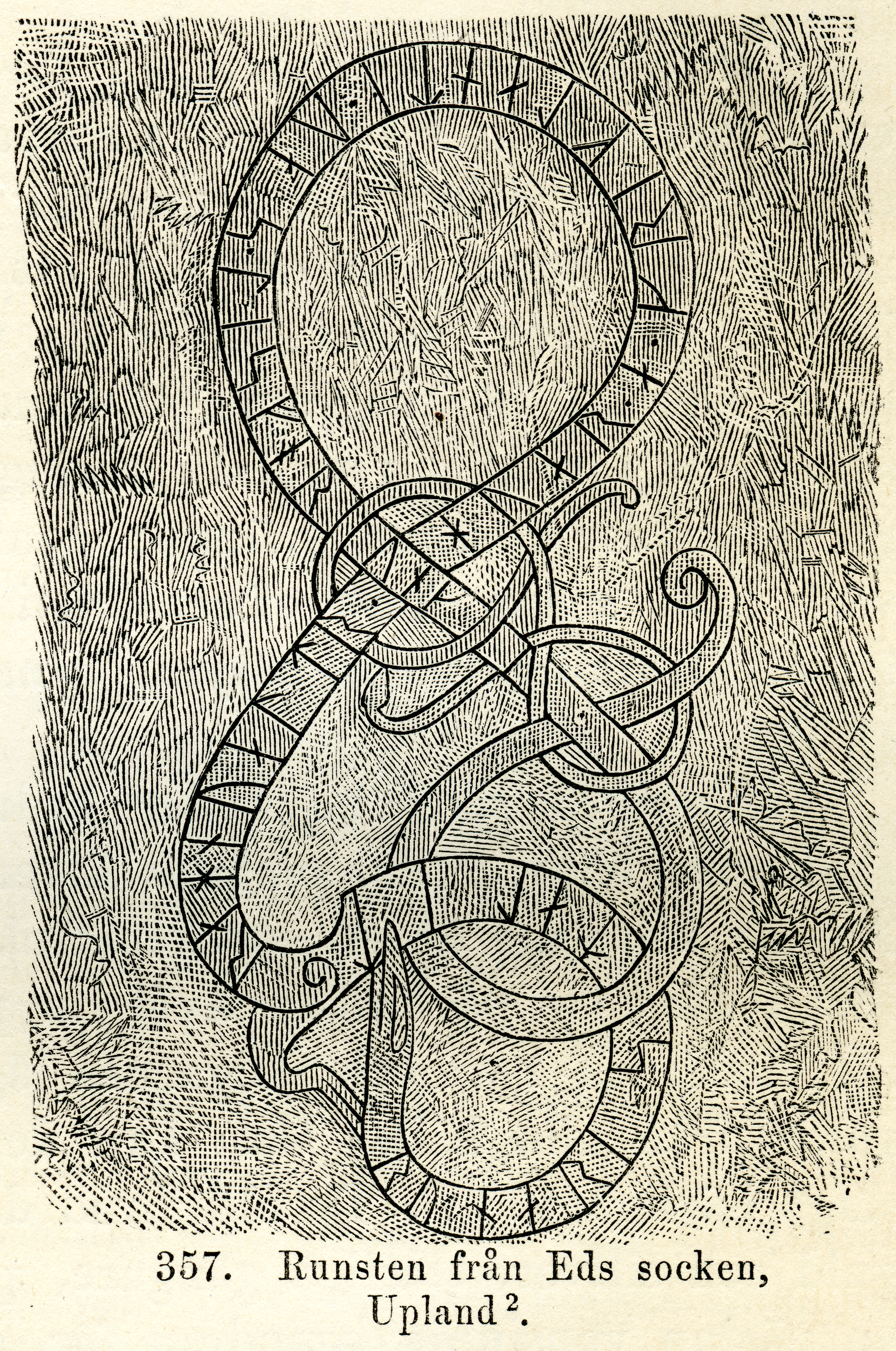
U 112
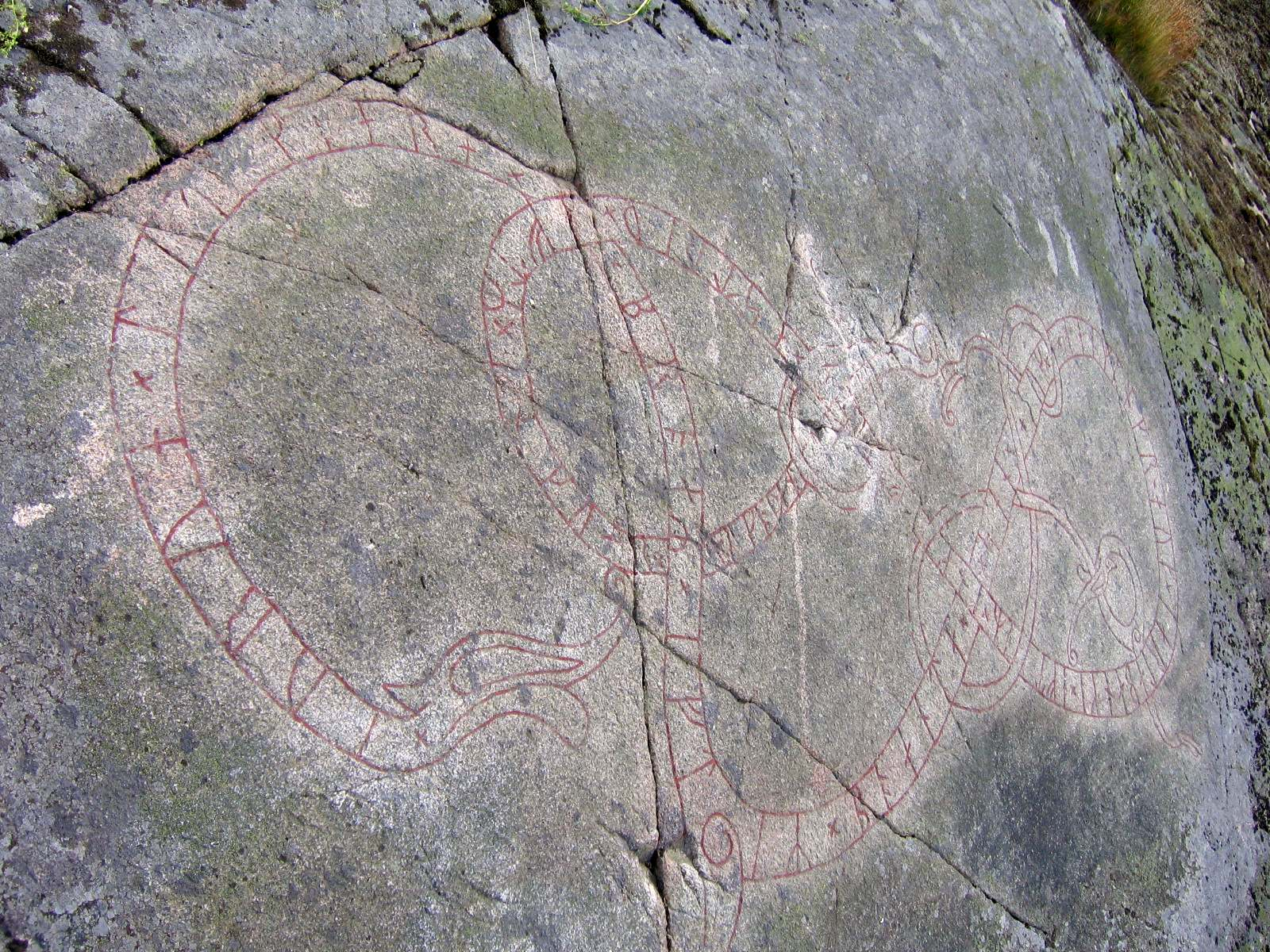
U 143
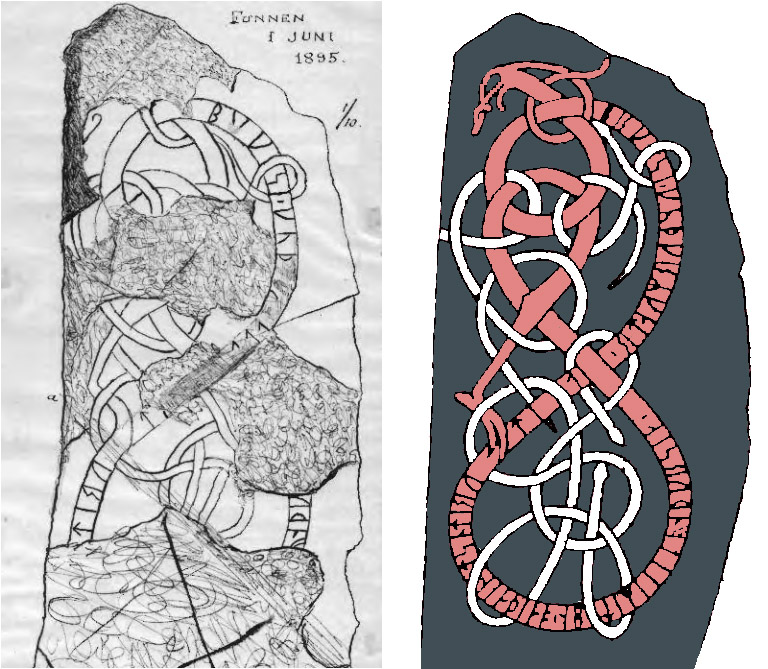
U 442